# Frederico III, Duque de Saxe-Gota-Altemburgo
Frederico III de Saxe-Gota-Altemburgo (Gota, 14 de abril de 1699 - Altemburgo, 10 de março de 1772) foi Duque de Saxe-Gota-Altemburgo de 23 de março de 1732 a 10 de março de 1772

## Biografia
Era o filho mais velho de Frederico II, Duque de Saxe-Gota-Altemburgo e da sua esposa, a princesa Madalena Augusta de Anhalt-Zerbst.
Após a morte do pai, em 1732, Frederico assumiu o governo do ducado de Saxe-Gota-Altemburgo.
Em 1734 iniciou uma troca de soldados vantajosa com o imperador Carlos VI , com Carlos Augusto, Príncipe de Waldeck e Pyrmont e o com Frederico Guilherme I da Prússia que o colocou na posição de criar um imposto no seu próprio ducado. O ducado teve de sofrer por Frederico devido às dificuldades vividas durante a Guerra dos Sete Anos e a uma guerra com o seu vizinho, o duque António Ulrico de Saxe-Meiningen (a "Guerra de Wasunger").
Entre 1748 e 1755, foi regente do ducado de Saxe-Weimar-Eisenach em nome do duque Ernesto Augusto II de Saxe-Weimar-Eisenach. A partir de 1750, foi regente em conjunto com o seu parente, o duque Francisco Josias de Saxe-Coburgo-Saalfeld.

## Casamento e descendência
Frederico III casou-se na cidade de Gota com a sua prima em segundo grau, a duquesa Luísa Doroteia de Saxe-Meiningen. Tiveram nove filhos:
1. Frederico de Saxe-Gota-Altemburgo (20 de janeiro de 1735 – 9 de junho de 1756), morreu aos vinte-e-um anos de idade; sem descendência.
2. Luís de Saxe-Gota-Altemburgo (25 de outubro de 1735 – 26 de outubro de 1735), morreu com um dia de idade.
3. Filho natimorto (25 de outubro de 1735), gémeo de Luís.
4. Filhos gémeos natimortos (1739).
5. Frederica Luísa de Saxe-Gota-Altemburgo (30 de janeiro de 1741 – 5 de fevereiro de 1776), morreu aos trinta-e-cinco anos de idade; sem descendência.
6. Ernesto II de Saxe-Gota-Altemburgo (30 de janeiro de 1745 – 20 de Abril de 1804), casado com a duquesa Carlota de Saxe-Meiningen; com descendência.
7. Sofia de Saxe-Gota-Altemburgo (9 de março de 1746 – 30 de março de 1746), morreu com vinte-e-um dias de idade.
8. Augusto de Saxe-Gota-Altemburgo (14 de agosto de 1747 – 28 de setembro de 1806), morreu solteiro e sem descendência.

## Genealogia
| Frederico III de Saxe-Gota-Altemburgo | Pai: Frederico II, Duque de Saxe-Gota-Altemburgo | Avô paterno: Frederico I, Duque de Saxe-Gota-Altemburgo | Bisavô paterno: Ernesto I, Duque de Saxe-Gota      |
| Frederico III de Saxe-Gota-Altemburgo | Pai: Frederico II, Duque de Saxe-Gota-Altemburgo | Avô paterno: Frederico I, Duque de Saxe-Gota-Altemburgo | Bisavó paterna: Isabel Sofia de Saxe-Altemburgo    |
| Frederico III de Saxe-Gota-Altemburgo | Pai: Frederico II, Duque de Saxe-Gota-Altemburgo | Avó paterna: Madalena Sibila de Saxe-Weissenfels        | Bisavô paterno: Augusto de Saxe-Weissenfels        |
| Frederico III de Saxe-Gota-Altemburgo | Pai: Frederico II, Duque de Saxe-Gota-Altemburgo | Avó paterna: Madalena Sibila de Saxe-Weissenfels        | Bisavó paterna: Ana Maria de Mecklemburgo-Schwerin |
| Frederico III de Saxe-Gota-Altemburgo | Mãe: Madalena Augusta de Anhalt-Zerbst           | Avô materno: Carlos de Anhalt-Zerbst                    | Bisavô materno: João VI de Anhalt-Zerbst           |
| Frederico III de Saxe-Gota-Altemburgo | Mãe: Madalena Augusta de Anhalt-Zerbst           | Avô materno: Carlos de Anhalt-Zerbst                    | Bisavó materna: Sofia Augusta de Holstein-Gottorp  |
| Frederico III de Saxe-Gota-Altemburgo | Mãe: Madalena Augusta de Anhalt-Zerbst           | Avó materna: Sofia de Saxe-Weissenfels                  | Bisavô materno: Augusto de Saxe-Weissenfels        |
| Frederico III de Saxe-Gota-Altemburgo | Mãe: Madalena Augusta de Anhalt-Zerbst           | Avó materna: Sofia de Saxe-Weissenfels                  | Bisavó materna: Ana Maria de Mecklemburgo-Schwerin |